# Ziabki (sielsowiet Ziabki)
Ziabki (biał. Зябкі; ros. Зябки) – wieś na Białorusi, w obwodzie witebskim, w rejonie głębockim, w sielsowiecie Ziabki.
Znajduje tu się stacja kolejowa Ziabki, położona na linii Połock – Mołodeczno.

## Historia
W czasach zaborów miasteczko w powiecie dzisieńskim, w guberni wileńskiej Imperium Rosyjskiego.
W 1919 roku pod Ziabkami  miały miejsce walki polskiej 1 Dywizji Piechoty Legionów z oddziałami sowieckimi w pierwszym roku wojny polsko-bolszewickiej.
W latach 1921–1945 osada Ziabki oraz osada kolejowa Ziabki leżały w Polsce, w województwie wileńskim, w powiecie dziśnieńskim, w gminie Prozoroki.
Według Powszechnego Spisu Ludności z 1921 roku zamieszkiwało:
- osadę – 164 osoby, 75 było wyznania rzymskokatolickiego, 24 prawosławnego a 65 mojżeszowego. Jednocześnie 149 mieszkańców zadeklarowało polską, 13 białoruską, 1 żydowską a 1 inną przynależność narodową. Były tu 22 budynki mieszkalne[5]. W 1931 w 60 domach zamieszkiwało 339 osób[6].
- osadę kolejową  – 56 osób, 31 były wyznania rzymskokatolickiego a 25 prawosławnego. Jednocześnie 41 mieszkańców zadeklarowało polską a 15 białoruską przynależność narodową. Było tu 6 budynków mieszkalnych[5]. W 1931 w 6 domach zamieszkiwało 57 osób[6].

Wierni należeli do parafii rzymskokatolickiej w Bobrowszczyźnie i prawosławnej w Psuji. Miejscowość podlegała pod Sąd Grodzki w Głębokiem i Okręgowy w Wilnie; właściwy urząd pocztowy mieścił się w Ziabkach.
W wyniku napaści ZSRR na Polskę we wrześniu 1939 miejscowość znalazła się pod okupacją sowiecką. 2 listopada została włączona do Białoruskiej SRR. Od czerwca 1941 roku pod okupacją niemiecką. W 1944 miejscowość została ponownie zajęta przez wojska sowieckie i włączona do Białoruskiej SRR.
Od 1991 w składzie niepodległej Białorusi.